# Solomons Island
Solomons Island ou Solomons est une île et un census-designated place du comté de Calvert dans le Maryland (États-Unis). Elle est la destination populaire du week-end de l'aire métropolitaine de Baltimore-Washington.

## Géographie
Solomons est situé à la pointe sud du comté de Calvert et comprend les îles et une zone continentale du côté nord de l'embouchure de la rivière Patuxent qui rejoint la baie de Chesapeake. En face se trouve la Naval Air Station Patuxent River (du côté sud de l'embouchure de la Patuxent River).
Le climat de cette région est caractérisé par des étés chauds et humides et des hivers généralement doux à frais. Selon le système climatique de Classification de Köppen, les Salomons ont un climat subtropical humide.

## Histoire
Appelée à l'origine Bourne's Island (1680), puis Somervell's Island (1740), Solomons tire son nom de l'homme d'affaires de Baltimore du XIXe siècle Isaac Solomon, qui y a établi une conserverie peu après la guerre de Sécession. La maison de Salomon se dresse toujours sur le devant de l'île. La région est habitée depuis l'époque coloniale.
Au XIXe siècle, des chantiers navals se sont développés pour soutenir la flotte de pêche de l'île. Le Marsh Shipyard a construit des goélettes et des sloops mais est devenu célèbre pour ses bugeyes, le précurseur du skipjack. Pendant la guerre anglo-américaine de 1812, la flottille du commodore Joshua Barney (en) partit d'ici pour attaquer les navires britanniques dans la baie de Chesapeake. Le port profond et protégé est depuis un centre marin très fréquenté. Le Kronprinzessin Cecilie, un paquebot allemand construit en 1906 qui pendant la Première Guerre mondiale a été réquisitionné (et renommé Mount Vernon (ID-4508) par les États-Unis, a été désarmé à Solomons en 1920.
Pendant la Seconde Guerre mondiale, l'île a été choisie par le commandement allié comme site d'entraînement des forces d'invasion amphibies. Les leçons apprises à Solomons se sont avérées inestimables au Débarquement de Normandie, à Tarawa, à Guadalcanal et dans de nombreuses autres opérations militaires. Trois bases navales ont été établies à l'embouchure de la rivière Patuxent. Ces trois installations ont apporté une contribution majeure à l'effort de guerre et ont apporté de nouveaux emplois aux résidents locaux. Entre 1942 et 1945, la population des Salomon est passée de 263 à plus de 2 600. Plus de 60 000 soldats entraînés à Salomon pendant la guerre.
Solomons était une ville de construction de bateaux plutôt isolée abritant le laboratoire biologique de l'Université du Maryland à Chesapeake, jusqu'en 1977, date de la construction du pont Governor Thomas Johnson. Le pont mène de l'île Salomon proprement dite au comté de St. Mary et à la base aéronavale de Patuxent.

## Tourisme
La ville accueille désormais les touristes avec de nombreuses marinas, des restaurants de fruits de mer, des boutiques de souvenirs, une promenade, un jardin de sculptures, le Calvert Marine Museum où les visiteurs peuvent monter au sommet de l'ancien phare de Drum Point, faire des croisières dans le port et assister à des concerts en plein air d'artistes célèbres. Solomons possède également trois grands hôtels, un centre de loisirs familial de la marine américaine et une maison de retraite religieuse. La chapelle Saint-Pierre est une église historique de style gothique charpentier de 1889 qui est toujours utilisée.
Le Annmarie Sculpture Garden & Arts Center  est un parc de sculptures boisé affilié à la Smithsonian Institution où sont exposées les créations de Kenneth Snelson, George Rickey, Arnaldo Pomodoro et d'autres grands sculpteurs. Dans un rond-point à l'extérieur du bâtiment des arts se dresse une sculpture-fontaine en bronze emblématique réalisée pour le jardin Annmarie qui représente un batelier de la baie de Chesapeake debout dans un bateau tout en tenant des pinces à huîtres.

## Galerie

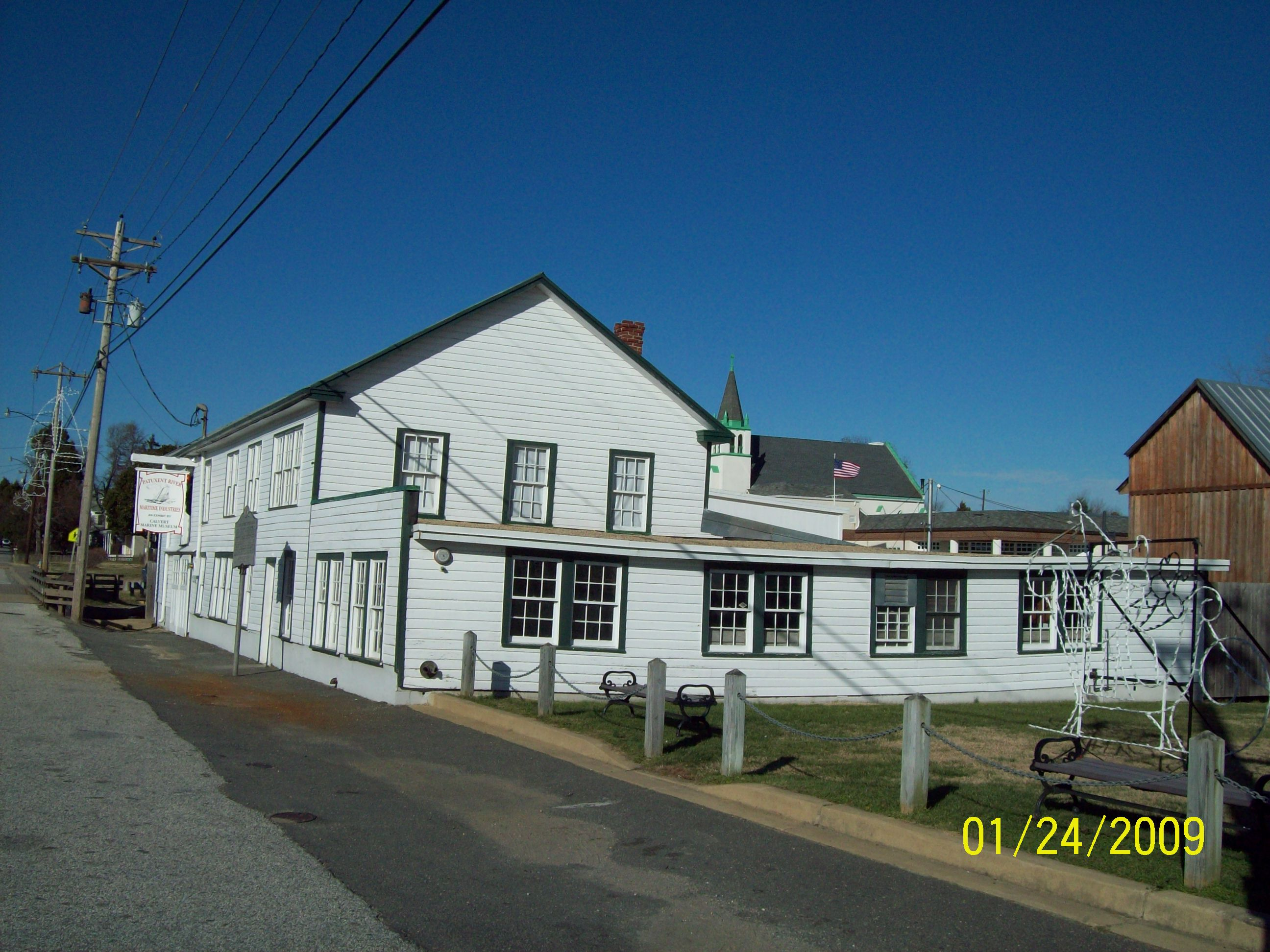
J.C. Lore Oyster House
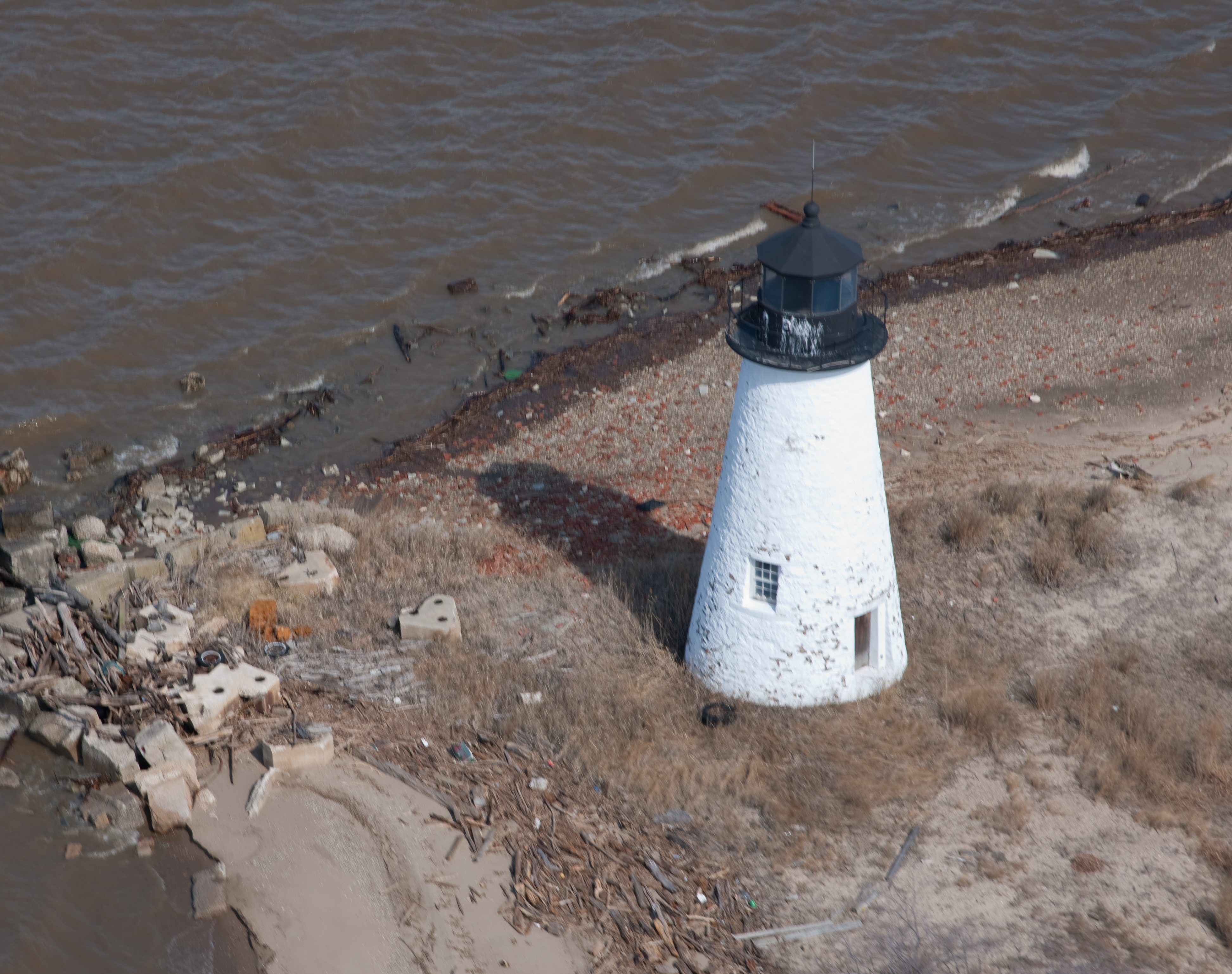
Le phare de Pooles Island
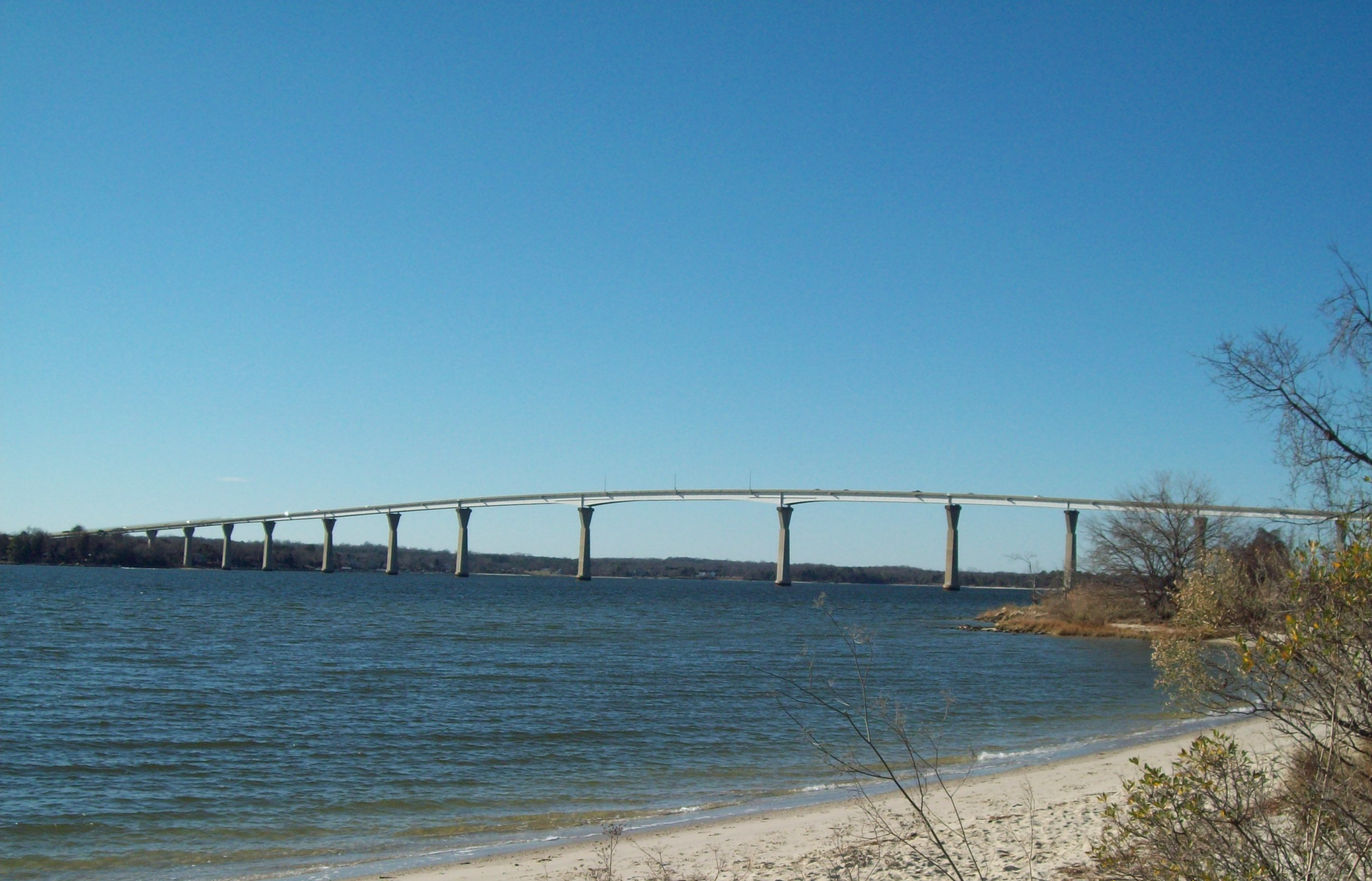
Gov. Johnson Bridge